# Mariä-Himmelfahrt-Kapelle (Voglerei)

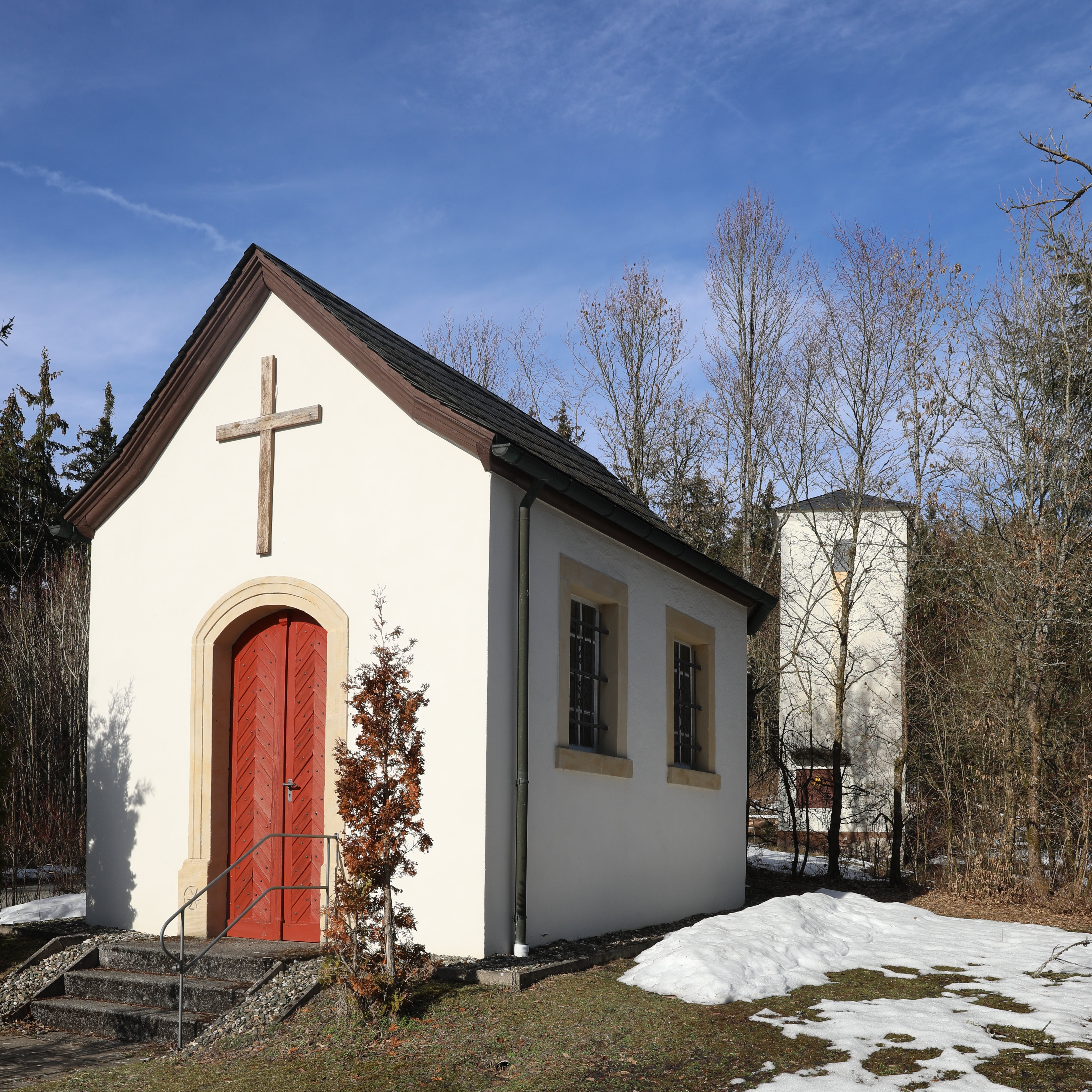
Mariä-Himmelfahrt-Kapelle bei Voglerei

Die katholische Mariä-Himmelfahrt-Kapelle steht im Frankenwald bei Voglerei, einem Gemeindeteil der oberfränkischen Stadt Wallenfels im Landkreis Kronach. Das denkmalgeschützte Gotteshaus wurde im frühen 19. Jahrhundert errichtet.

## Geschichte
Im Jahr 1838 errichtete der Bauer Friedrich Vogler westlich von Voglerei, am Weg nach Mittlere Schnaid, eine steinerne Kapelle anstelle eines einfachen hölzernen Vorgängerbaus. Nach seiner Fertigstellung schenkte er das Kirchengebäude 1839 der Steuergemeinde Schnaid, was durch eine nachträgliche Besitzänderung am 2. November 1857 beurkundet wurde. Die Genehmigung zum Lesen der heiligen Messe in der Kapelle wurde durch das Erzbischöfliche Ordinariat in Bamberg erst am 5. August 1841 erteilt. Der Steinwiesener Pfarrer Philipp Grohe, zu dessen Pfarrei Schnaid und Voglerei damals gehörten, weihte die Kirche am 31. Oktober 1842.
Mit Genehmigung des Bezirksamts Kronach und des Ordinariats in Bamberg wurde Schnaid am 21. September 1896 nach Wallenfels umgepfarrt. Im Zuge der Umpfarrung entstand neben der Kapelle ein Friedhof. Kurze Zeit später wurde das Gebäude mit einem hölzernen, zweiachsigen Anbau erweitert. Im Jahr 1898 gründete sich ein Kirchenbauverein mit dem Ziel, neben dem Schulhaus in Mittlere Schnaid eine neue Kirche zu errichten. Die Pläne scheiterten zunächst jedoch am Ausbruch des Ersten Weltkriegs und an der Inflation der Nachkriegsjahre.
Nach verschiedenen Erweiterungsprojekten bis 1924 wurde schließlich die Planung des Regierungsbaurates Köppel aus Bayreuth für die Filialkirche Unbeflecktes Herz Mariens ausgeführt. Ab September 1925 wurde ein Anbau eines dreiachsigen Langhauses in Richtung Westen an die alte Kapelle errichtet. Es entstand ein barocker Saalbau mit Walmdach und Dachreiter. Rechteckige Fenster belichteten den Innenraum, auf der Südseite befand sich der Eingang. Neben den Außenwänden trugen vier Holzstützen die Dachkonstruktion und die trapezförmige Holzdecke. Eine Empore befand sich an der Westseite. Die Wand oberhalb des Triumphbogens verzierten Fresken. Am 8. Dezember 1925 folgte die Benediktion der Notkirche durch den Wallenfelser Pfarrer Johann Erlwein.
Während des Zweiten Weltkriegs musste 1942 eine der beiden Glocken der Kirche, die Bronzeglocke mit 66 kg Gewicht, zur Geschützherstellung abgegeben werden. Die zweite Glocke, die 75 kg schwere Stahlglocke, wurde der Gauleitung vom Kronacher Landrat ebenfalls als abgeliefert gemeldet, verblieb tatsächlich jedoch im Kirchturm.
Aufgrund von Platzmangel in der Notkirche wurde 1953/1954 in Mittlere Schnaid St. Marien als neue Filialkirche der katholischen Pfarrei Wallenfels nach Plänen des Kronacher Architekten Lothar Porzelt gebaut. Das Gotteshaus bei Voglerei war in der Folge dem Verfall preisgegeben und Teile der Ausstattung wurden im Laufe der Zeit entwendet. Zu Beginn der 1980er Jahre sollte das Bauwerk zunächst vollständig abgebrochen werden, später wurde jedoch entschieden nur das in den 1920er Jahren ergänzte Langhaus abzubrechen und den ursprünglichen Kapellenbau zu erhalten. Der einstige Chorraum ist seitdem die Mariä-Himmelfahrt-Kapelle. Eine grundlegende Renovierung und Instandsetzung der Kapelle erfolgte von 1994 bis 1998.

## Beschreibung

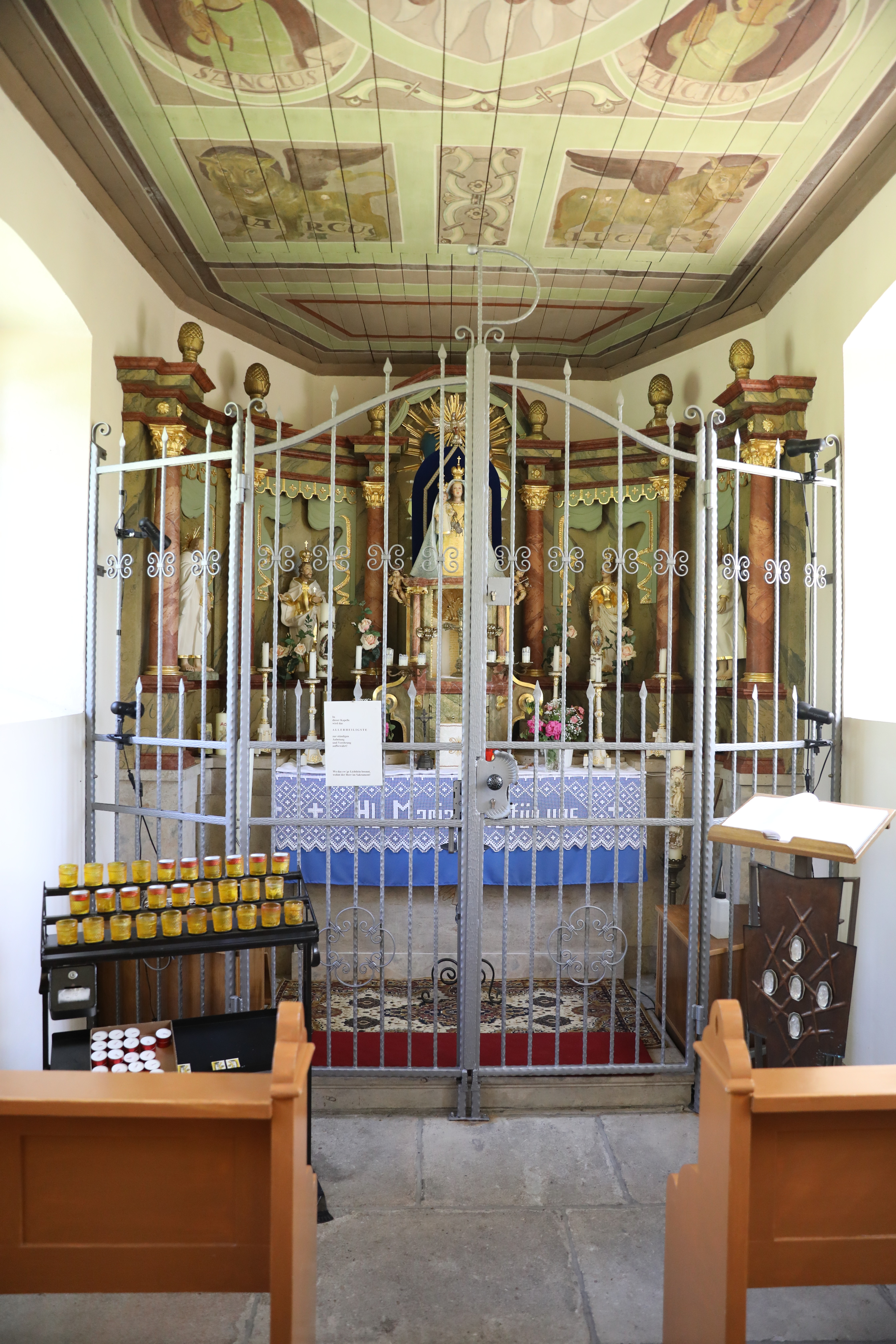
Innenraum

Die geostete Kapelle besteht aus einem Chor mit einem dreiseitigen Dreiachtelschluss, der mit dem zweiachsigen Langhaus fluchtet. Eine bemalte Flachdecke überspannt den von vier rechteckigen Fenstern belichteten Innenraum. Der verputzte Saalbau besitzt ein abgewalmtes, mit Ziegeln gedecktes Satteldach.
Der Altaraufbau besteht aus marmoriertem Holz und entstand 1820/1830. Der Aufbau ist durch korinthische Vollsäulen, auf denen Urnen angeordnet sind, in fünf Abschnitte gegliedert. Im oberen Teil des polygonal hochgezogenen Mittelabschnittes befindet sich die Gruppe der Trinität, mit der Darstellung des Heiligen Geistes als Taube im Strahlenkranz. In den Seitenabschnitten stehen Statuen der Heiligen Heinrich und Kunigunde sowie Andreas und Johannes der Täufer. Mittig ist auf dem Altar ein offener Drehtabernakel mit einer Freisäulengliederung und anbetenden Engeln auf den seitlichen Voluten vorhanden. Auf dem Tabernakel steht die Muttergottes mit dem Jesuskind.

## Legende
Der Sage nach soll die Errichtung der Kapelle durch Bauer Friedrich Vogler nach einem misslungenen Raubüberfall auf seinen Hof Ende des 18. Jahrhunderts erfolgt sein. Der berüchtigte Räuberhauptmann Johannes Bückler, genannt Schinderhannes, soll eines Nachts das Anwesen heimgesucht und die Eingangstür des Hauses eingeschlagen haben. Im Inneren bedrohte er den aus dem Schlaf aufgeschreckten Bauern und seine Frau und forderte die Herausgabe von deren Hab und Gut. In seiner Not flehte Bauer Vogler die vierzehn Nothelfer um Beistand an, rief deren Namen jedoch laut in fränkischem Dialekt. Der Räuber glaubte deshalb wohl, Vogler rufe nach seinen Kindern, die noch in ihren Kammern schliefen, und soll daraufhin die Flucht vor der vermeintlichen Überzahl der Bauersleute ergriffen haben. Dabei verlor er jedoch einen Sack mit seinem bisherigen Diebesgut. Aus Dankbarkeit für die Rettung soll Bauer Vogler mit dem Geld und Schmuck die Kapelle an der Stelle errichtet haben, an der der Räuber seine Beute verlor.